# アクション・ブロンソン
アクション・ブロンソン（Action Bronson、本名: Ariyan Arslani、1983年12月2日 - ）は、アメリカ合衆国ニューヨーク州ニューヨークシティ出身のラッパー、ソングライター、ヒップホップミュージシャン、俳優、シェフ。
ヒップホップ・プロデューサーのThe Alchemistとの『Rare Chandeliers』（2012年）や、Party Suppliesとの『Blue Chips 2』（2013年）など、いくつかのミックステープをリリース。2013年にEP『Saaab Stories』でメジャー・デビューを果たす。2015年の2作目のアルバム『Mr.Wonderful』は米Billboard 200でTop10入りした。
アクション・ブロンソンは、ラッパーとして成功するまでシェフの経験があり、トーク/バラエティ番組『The Untitled Action Bronson Show』のホストを務めているほか、旅行番組『Fuck, That's Delicious』にも出演している。2017年には自身の旅番組を題材にした初の料理本『Fuck, That's Delicious』を出版した。

## 略歴

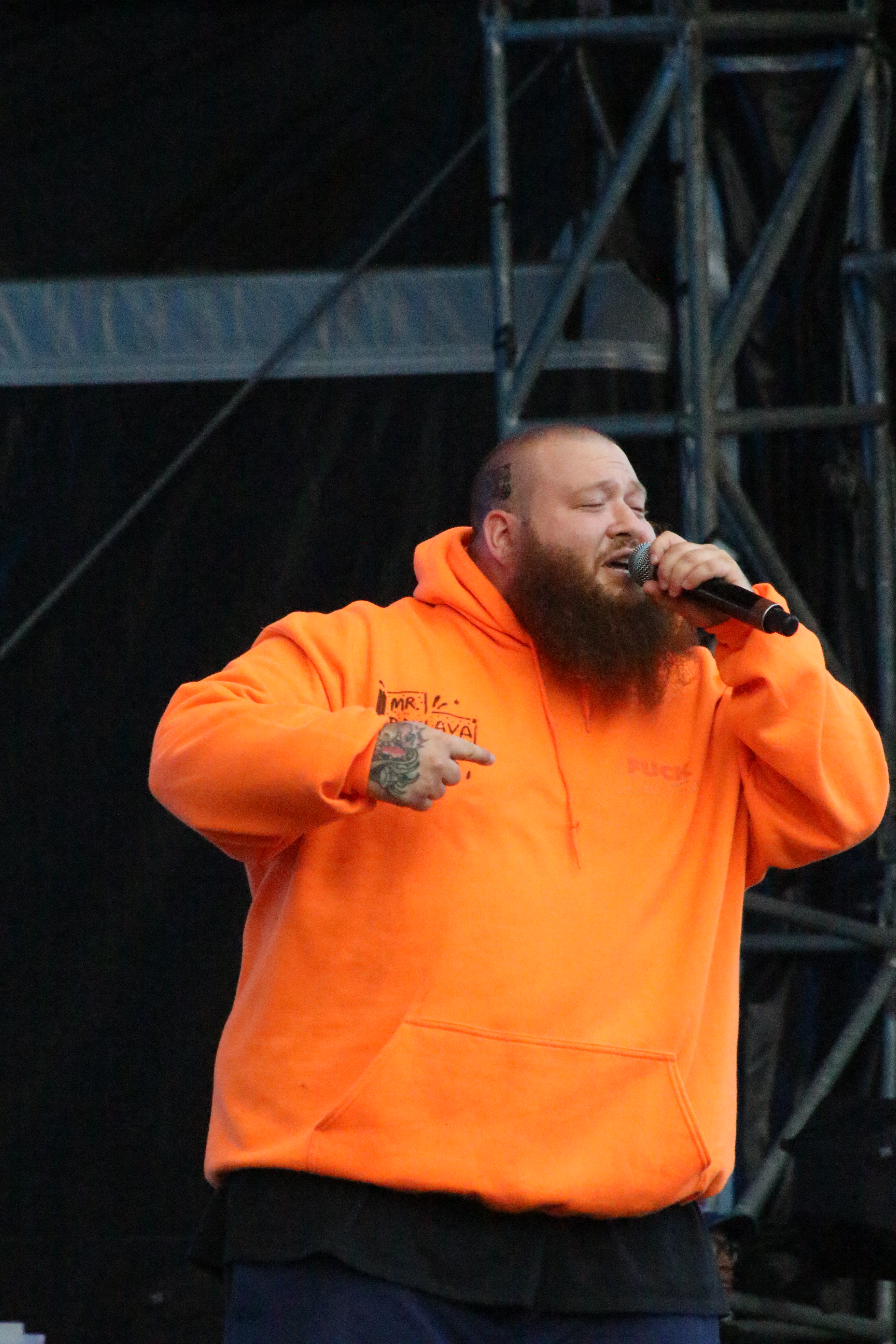
ライブでのアクション・ブロンソン（2017年）

1983年12月2日、アクション・ブロンソンはニューヨーク市クイーンズ区フラッシングでアルバニア系イスラム教徒の父とアメリカ系ユダヤ教徒の母の間に生まれた。幼少期はイスラム教の伝統の中で育ち、クイーンズ区ベイサイドにあるベイサイド高校を2002年に卒業する。ラッパーとして成功する前はニューヨークでシェフをしており、自身のオンライン料理番組「Action in the Kitchen」のホストを務めていた。しかしキッチンで足を骨折したのを機に、アクション・ブロンソンは音楽活動に専念するようになる。
2011年3月15日、デビュー・アルバム『Dr. Lecter』をFine Fabric Delegatesより自主リリースする。
2012年11月15日、アルケミストとのコラボレーション・ミックステープ『Rare Chandeliers』をリリースした。
2013年4月、コーチェラ・フェスティバルに出演し、同月下旬にはXXLマガジンのフレッシュマン・クラスに選出される。
2013年6月11日にEP『Saaab Stories』をリリースする。
2015年3月23日、2作目のアルバム『Mr. Wonderful』をリリースする。
2017年8月25日、3作目のアルバム『Blue Chips 7000』をリリースする。
2018年11月2日、4作目のアルバム『White Bronco』をリリースした。
2019年、俳優として映画『アイリッシュマン』に棺屋の役で出演する。
2020年9月25日、5作目のアルバム『Only for Dolphins』をリリースした。

## ディスコグラフィ
スタジオ・アルバム
- Dr. Lecter (2011年)
- Well-Done (2011年) (with Statik Selektah)
- Mr. Wonderful (2015年)
- Blue Chips 7000 (2017年)
- White Bronco (2018年)
- Only for Dolphins (2020年)

## フィルモグラフィ

### 映画
- アイリッシュマン The Irishman (2019年)
- キング・オブ・スタテンアイランド The King of Staten Island (2020年)